# 연화천 (울산)
연화천은 울산광역시 울주군 두동면 만화리의 미역골지에서 발원하여 북류 멧돼지산장 부근에서 서류하고 이전천과 합류하여 계속 서류 두동면 중심지를 지나 주원천과 합류하여 대체로 남류하다가 태화강의 지류인 대곡천(현재 태화강 본류)으로 흘러드는 강이다.